# Pani Firmiani
Pani Firmiani (oryg. fr. Madame Firmiani) – nowela Honoriusza Balzaka wydana po raz pierwszy w 1832. Wchodzi w skład Scen z życia prywatnego cyklu Komedia ludzka.

## Czas powstania utworu
Panią Firmiani Balzac napisał najprawdopodobniej na przełomie stycznia i lutego 1832 roku. Po raz pierwszy wydał ją w „Revue de Paris” 19 lutego 1832 roku, a następnie jeszcze w tym samym roku u wydawcy Gosselina w zbiorze Nouveaux Contes philosophiques wraz z Mistrzem Korneliuszem, Czerwoną oberżą i Ludwikiem Lambertem. W 1835 roku przeniósł ją do Scen z życia prywatnego w Studiach obyczajowych, gdzie ponownie znalazła się w wydaniu Charpentiera z 1839 roku. W 1842 roku Balzac włączył utwór do Komedii ludzkiej umieszczając go jako piąty z kolei w pierwszym tomie.

## Treść
Młody Oktaw żyje razem z tajemniczą panią Firmiani, a ich ubóstwo, jakie nastąpiło po okresie życia na wysokiej stopie, skłania wielki świat paryski do przekonania, że kobieta zrujnowała młodzieńca. Tymczasem wuj Oktawa, pragnąc zabezpieczyć jego przyszłość, przyjeżdża do miasta i przeprowadza prywatne śledztwo. Dowiaduje się w ten sposób, że pani Firmiani straciła męża w czasie wojny, lecz nie zdobyła pisemnego dowodu na jego śmierć, co uniemożliwiło jej przejęcie majątku, zaś Oktaw stracił pieniądze nie na kochankę, lecz spłacając długi zaciągnięte przez ojca.

## Osoby występujące w utworze
- Pan de Bourbonne – wuj Okatawa de Camps, postać lekko komiczna. Pani Firmiani przedstawia się pod nazwiskiem de Rouxellay. Pod nazwiskiem de Bourbonne pojawia się po raz pierwszy w wydaniu Furne’a z 1842 roku, wcześniej Balzac przedstawia go jako hrabiego de Valesnes. Pojawia się jeszcze w Proboszczu z Tours, gdzie udziela życzliwych rad Franciszkowi Birotteau.
- Okataw de Camps – zrujnowany, daje korepetycje z matematyki żeby żyć. W sekrecie poślubił panią Firmiani w Gretna Green.
- Pani Firmiani – z domu Candignan, uznawana powszechnie z jedną z królowych Paryża. Oczekuje na oficjalne potwierdzenie śmierci męża. Bardzo często pojawia się w Komedii ludzkiej (Ojciec Goriot, Stracone złudzenia, Kuratela, Kobieta trzydziestoletnia, Blaski i nędze życia kurtyzany, Kontrakt ślubny, Drugie studium kobiety)[4][2].

## Cechy utworu
Pani Firmiani, podobnie jak Fałszywa kochanka, opisuje życie ludzi uczciwych w zdemoralizowanym Paryżu, przedstawia trudności z nim związane (plotki, fałszywe podejrzenia) oraz szczęście wiodące z zachowania swoich zasad moralnych. Utwór jest jednak przede wszystkim wyrazem balzakowskiej fascynacji psychologią kobiety dojrzałej. Równocześnie pani Firmiani stanowi opis ideału kobiety, pełnej ciepła, uczciwej i gotowej wspierać swojego ukochanego w każdej sytuacji. Pod tym względem wykształcona i inteligentna bohaterka stanowi przeciwieństwo postaci takich jak Maria de Vandenesse z Córki Ewy, sugerując, iż nabycie cech idealnych nie byłoby trudne dla kobiety, gdyby nie wpływ mężczyzn i tworzonych przez nich obyczajów (co zresztą na kartach powieści przyznaje wuj Oktawa). Pani Firmiani jest również ostro skontrastowana z Różą Chapotel, żoną Pułkownika Chaberta, która po domniemanej śmierci męża nie tylko przejęła cały jego majątek, ale i nie chciała podzielić się z nim, gdy nieoczekiwanie powrócił; w ten sposób powieść wpisuje się w cykl utworów poruszających problem stosunków społecznych po upadku Napoleona. Pod względem formalnym układ utworu (zagadka, a następnie jej rozwiązanie) jest typowy dla wczesnej twórczości autora.
Część krytyków dopatrywała się modelu dla pani Firmiani w pani Récamier. Często porównywano również szczęście Oktawa i pani Firmiani do tego, które było udziałem Balzaka i pani de Berny, wspierającej finansowo pisarza. Błyskotliwy początek utworu kusi krytyków do rozważań na temat nowoczesności pisarstwa Balzaka. Niezależnie od odpowiedzi na otwierające utwór pytanie o nieuchwytną osobowość głównej bohaterki, dla wielu badaczy zasadniczą kwestią w utworze jest poruszone w Czerwonej oberży (1831), a pogłębione w Kurateli zagadnienie pochodzenia i legalności fortun. 27 kwietnia 1825 roku została przegłosowana ustawa przygotowana przez ministra Villèle’a, zwana jako prawo „miliarda emigrantów” zmierzająca do wypłaty odszkodowań emigrantom pozbawionym majątku przez sprzedaż Dóbr Narodowych. Echo debat nad tą wyjątkowo kontrowersyjną ustawą wydaje się stanowić czyn Oktawa zwracającego bezprawnie zagarnięty przez ojca majątek. Guy Sagnes zauważa: W przeciwieństwie do tego, co często ma miejsce w Komedii ludzkiej, tutaj pieniądze nie niszczą miłości, ale miłość oczyszcza pieniądze.